# Jón Loftsson
Jón Loftsson (* 1124; † 1. November 1197) war ein isländischer Gode, Gelehrter und Angehöriger der Oberschicht im 12. Jahrhundert. Zeitweilig galt er als der mächtigste Mann im Lande.

## Herkunft und Familie
Jón Loftsson gehörte dem Geschlecht der Oddaverjar an als Sohn des Loftur Sæmundsson von Oddi in Südisland und Enkel des berühmten isländischen Gelehrten Sæmundur fróði und von Þóra, einer unehelichen Tochter des Königs Magnus III. Berrføtt von Norwegen. Er wuchs bis zum Jahre 1135 in einem norwegischen Königspalast auf, reiste dann aber mit seinen Eltern nach Island. Sie ließen sich zunächst in Stóra-Dal undir Eyjafjöllum nieder und später in Oddi á Rangárvöllum, nachdem der Bruder Jóns namens Eyjólfur im Jahre 1158 gestorben war.

## Politiker
Jón Loftsson galt schon früh als begabter Politiker und er erhielt alle Godentümer auf dem Rangárþing. Er war sehr beliebt und ungemein einflussreich, so dass andere oft seinen Rat und sein Urteil in strittigen Angelegenheiten suchten. Zeitgenössische Quellen berichten, er wäre um 1170 sogar der mächtigste Mann im Lande gewesen.

## Isländischer Investiturstreit
Allerdings galt er selbst auch als hart in der Verfechtung eigener Angelegenheiten wie auch in isländischen Ausgaben des Investiturstreits, z. B. dem sog. 1. Staðamál (1179). Dabei ging es wie auf dem europäischen Festland um den Besitz der Katholischen Kirche an den Kirchengütern. Gegner Jóns Loftssons war in diesem Fall der Hl. Þorlákur, Bischof von Skálholt. Jón konnte sich zunächst durchsetzen. Später jedoch siegten die Interessen der Kirche.

## Verhältnis von kirchlicher und weltlicher Macht im 12. Jahrhundert
In dieser Epoche waren kirchliche und weltliche Macht auch in Island sehr eng verbunden. Vater und Großvater Jóns waren Priester, er selbst Diakon.
Er selbst gründete auch ein Kloster in Rangárvellir. Dieses hielt sich jedoch nicht lange.

## Die Rolle von Oddi
Der kleine Ort Oddi in Südisland galt unter Jón Loftsson und schon seinen Vorgängern als ein bedeutendes Zentrum von Bildung und Wissenschaft im mittelalterlichen Island.
Nach einem Streit um Eigentum im Jahre 1181 half Jón dem Páll Sólvason von Reykholt (Borgarbyggð). Im Austausch erhielt er als Ziehsohn (und Machtpfand) den damals vierjährigen Snorri Sturluson, der bis zum Alter von 19 Jahren in Oddi heranwachsen sollte. Die gute Ausbildung, die er dort erhielt, verhalf sicherlich mit zu seiner Entwicklung als überragender Politiker und Poet.

## Ehe und Kinder
Die Ehefrau von Jón Loftsson war Halldóra Brandsdóttir, mit der er zwei Kinder hatte: Solveig, die spätere Frau des Guðmundur grís Ámundason von Þingvellir und Großmutter von Gissur Þorvaldsson, und Sæmundur Jónsson, Gode in Oddi.
Zum großen Ärger des Bischofs hatte Jón auch Nebenfrauen und Geliebte und zahlreiche Kinder von ihnen. Die bekannteste war Regnheiður Þórhallsdóttir, ausgerechnet die Schwester des Bischofs, des Hl. Þorlákur selbst. Ein Sohn aus dieser Verbindung wurde seinerseits Bischof von Skálholt: Páll Jónsson.